# Je me casse
Je me casse (с фр. — «Я ухожу») — песня мальтийской певицы Дестини Чукуньере, представленная на конкурсе «Евровидение-2021».

## Евровидение
Песня была выбрана для представления Мальты на конкурсе «Евровидение-2021», после того, как Дестини была внутренне выбрана национальным вещателем. Полуфиналы конкурса 2021 года включали в себя тот же состав стран, который был определён жеребьевкой полуфиналов конкурса 2020 года. Мальта выступила в первом полуфинале, состоявшийся 18 мая 2021 года, и вышла в финал.

## Позиции в чартах
| Чарт (2021)                               | Высшая позиция |
| ----------------------------------------- | -------------- |
| Бельгия/Фландрия (Ultratop 50)            | 48             |
| Greece (IFPI)                             | 28             |
| Iceland (Tónlist)                         | 8              |
| Ireland (IRMA)                            | 79             |
| Lithuania (AGATA)                         | 17             |
| Malta (Radiomonitor)                      | 1              |
| Нидерланды (Single Top 100)               | 36             |
| Польша (Polish Airplay Top 100)           | 72             |
| Sweden (Sverigetopplistan)                | 31             |
| Швейцария (Schweizer Hitparade)           | 83             |
| Великобритания (OCC UK Singles Downloads) | 41             |

## Чарты
| Чарт (2021)           | Пик |
| --------------------- | --- |
| Мальта (Radiomonitor) | 5   |